# 2005年巴厘島爆炸案
2005年巴厘島爆炸案，是發生在2005年10月1日印尼巴厘島的一連串爆炸案。在金巴兰和库塔廣場有三個地點同時爆炸，造成23人死亡，包括三个自杀式攻击手。印尼總統苏西洛·班邦·尤多约诺嚴厲譴責這起爆炸案。

## 事件背景
巴厘岛是印度尼西亚下屬的一座島嶼，是全球最受欢迎的旅游目的地之一。雖然印尼本身是全球信仰伊斯蘭教人口最多的穆斯林国家，但峇里島卻是境內少數以印度教為主要信仰的地區之一。雖然峇里島素來以安靜平和的民風著稱且廣受外國遊客歡迎，但這座島自印度尼西亚獨立革命以来的平静状态，卻在2002年時被恐怖组织回教祈祷团所发动的爆炸攻擊給打破。

## 爆炸
| 2005年10月1日峇里島爆炸案 |      |      |              |
| 國籍                      | 死者 | 傷者 | 來源         |
| 印度尼西亞                | 15   | 68   | [ 1 ]        |
|                           | 4    | 19   | [ 2 ] [ 3 ]  |
| 日本                      | 1    | 4    | [ 4 ]        |
|                           | –    | 8    | [ 5 ]        |
| 美国                      | –    | 6    | [ 6 ] [ 7 ]  |
| 加拿大                    | –    | 3    | [ 6 ]        |
| 英国                      | –    | 1    | [ 8 ]        |
| 未知國籍                  | –    | 20   |              |
| 總數                      | 20*  | 129  | [ 9 ] [ 10 ] |
| * 不包含3名自殺炸彈客     |      |      |              |

印尼國營新聞社安塔社報導，前二個爆炸案發生在金巴兰印尼時間18時50分。第三個爆炸案發生在库塔廣場。

## 各方反应

### 亚洲
中华人民共和国：外交部发言人孔泉表示，中国强烈譴責恐怖活動，外交部长李肇星已向印尼外长哈桑发去慰问电，代表中国政府向遇难者表示哀悼，向遇难者亲属表示慰问，并表示将继续支持印尼政府为打击恐怖主义势力、维护国内稳定作出的不懈努力。
马来西亚：前首相马哈迪·莫哈末在世界伊斯兰经济论坛上接受记者访问时认为，爆炸案无法协助穆斯林的奋斗。他说：“其他人将把穆斯林视为坏人，不过这完全不符伊斯兰教。”“我们反对这样疯狂的攻击。根本没有理由这么做，我也认为（袭击者）根本无助这个奋斗。”
新加坡：谴责这一导致许多无辜的印尼人和外国公民丧生的爆炸事件，并对受害者家属表示最深切的同情。同时，外长杨荣文称“这一最新发生的袭击事件提醒人们，尽管恐怖组织已经受到削弱，但他们仍是社会的一大威胁。同时，袭击事件也使人们更加坚定了反恐、加强地区合作与社会和谐的决心。”

### 美洲
美国：美国国务卿赖斯发表声明说，美国对在巴厘岛发生爆炸事件并造成无辜人员伤亡表示强烈谴责。声明说，美国与印尼人民站在一起，并将与印尼一道继续共同打击恐怖主义。
加拿大：加拿大外长皮埃尔·佩蒂格鲁发表声明，强烈谴责印尼巴厘岛恐怖爆炸事件，表示加拿大将支持印尼政府与恐怖主义作斗争。

### 欧洲
英国：首相布莱尔向印尼总统苏西洛致慰问电，表示强烈谴责这起“令人发指的袭击行为”。他说，英国将与印尼“共渡难关”，英国政府将向印尼的救援工作提供“任何力所能及的帮助”。他呼吁国际社会加强合作，共同制止类似的“大屠杀”行径。 
法国：总统希拉克在致印尼总统苏西洛的信中说，他对巴厘岛系列爆炸事件感到“震惊和悲痛”。他说，法国以“最强烈的方式”谴责这些“可恶的行径”。
德国：外长菲舍尔强烈谴责发生在巴厘岛的“可鄙的爆炸”。他说，袭击幕后的动因应该尽快查明，并将爆炸制造者绳之以法。
爱尔兰：外长德莫特·埃亨对爆炸事件表示强烈愤慨。

### 国际组织
联合国：秘书长科菲·安南对巴厘岛再次成为不分青红皂白的暴力袭击目标表示震惊。他对死难者家属及印尼政府表示同情，并敦促印尼尽快将制造这起“懦夫的爆炸”的凶手缉拿归案。

## 庭审
2006年9月5日，印度尼西亚巴厘省地方法院判处爆炸事件重要嫌犯阿卜杜尔·阿齐兹8年监禁。调查表明阿齐兹在巴厘岛爆炸事件中为主谋努尔丁提供掩护，为恐怖分子运送爆炸物，还帮助努尔丁建立了一个为暗杀外国人提供线索的网站。9月7日，巴厘省地方法院判处涉嫌爆炸案的另一嫌疑人穆罕默德·霍利利18年监禁。罪名是霍利利为实施爆炸活动的阿扎哈里和努尔丁制造并提供炸弹。

## 外部連結
- ANTARA - Indonesian National News Agency（页面存档备份，存于）
- BBC news report（页面存档备份，存于）
- ABC news report
  - Eyewitness accounts
- Bloomberg report（页面存档备份，存于）
- CNN report（页面存档备份，存于）